# Acarictis
Acarictis — вимерлий рід гієнодонтових ссавців. Скам'янілості знайдено в Колорадо та Вайомінгу, США. Описано 1 вид: Acarictis ryani.